# Stridsvagn m/37
Stridsvagn m/37 (Strv m/37) var en svenskbyggd version av den tjeckoslovakiska tanketten CKD AH-IV. 

## Historik
AH-IV var populär i Rumänien och Iran. Sverige beställde 48 AH-IV-S i mitten av 1930-talet. Två av dessa byggdes i Tjeckoslovakien, de andra 46 byggdes på licens i Sverige av Jungnerverken i Oskarshamn, AB Volvo levererade motorn, växellådan och bandplattor. Sammanlagt levererades 48 av dessa fordon till den svenska armén mellan 1938 och 1939. De var beväpnade med dubbla 8 mm m/36 kulsprutor. Strv m/37 togs ur tjänst 1953. Åtta av dessa stridsvagnar finns bevarade, varav fyra i körklart skick.